# Méďa a lumíci
Méďa a lumíci (ve francouzském originále Grizzy et les Lemmings) je francouzský animovaný televizní seriál vysílaný od roku 2016 na stanici Boomerang. Do roku 2019 vznikly 3 řady s celkem 156 díly. Seriál pojednává o Méďovi, grizzlym žijícím v domě strážce parku v lesích Kanady, jenž se musí potýkat se skupinou lumíků, kteří způsobují problémy.
Česká televize začala seriál vysílat od 15. listopadu 2018, vždy jeden díl v každý pracovní den, na kanále ČT :D.

## Obsazení
| Herec                      | Role    |
| -------------------------- | ------- |
| Pierre-Alain de Gargituess | medvědi |
| Josselin Charier           | lumíci  |

## Řady
| Řada | Díly          | Premiéra          | Premiéra         | Premiéra v ČR      | Premiéra v ČR  |
| Řada | Díly          | První díl         | Poslední díl     | První díl          | Poslední díl   |
| ---- | ------------- | ----------------- | ---------------- | ------------------ | -------------- |
| 1    | 78            | 6. listopadu 2016 | 2. prosince 2017 | 15. listopadu 2018 | 6. března 2019 |
| 2    | 78            | 22. října 2018    | 24. května 2019  | bude oznámeno      | bude oznámeno  |
| 3    | bude oznámeno | bude oznámeno     | bude oznámeno    | bude oznámeno      | bude oznámeno  |